# Beaumaris Castle
Beaumaris Castle er en middelalderborg i byen af samme navn på øen Anglesey i Wales. Den blev opført af Edvard 1. af England som en del af hans erobring af Wales i 1282. Planerne om at bygge borgen blev sandsynligvis allerede lavet i 1284, men de blev forsinket, fordi der ikke var midler til byggeriet, og det begyndte først i 1295 efter Madog ap Llywelyns oprør. Der blev ansat en betragtelig arbejdsstyrke til byggeriet, som foregik under arkitekten James af Saint George. Edwards invasion af Skotland begyndte snart efter at trække penge ud af projektet, og arbejdet blev stoppet for at blive genoptaget i 1306 efter en invasion. Da arbejdet standsede omkring 1330, var der blevet brugt omkring £15.000, hvilket var en enorm sum, og borgen var fortsat ikke helt færdig.
Beaumaris Castle blev erobret af walisiske tropper i 1403 under deres oprør, der blev ledet af Owain Glyndŵr, men den blev generobret af englænderne i 1405. Efter udbruddet af den engelske borgerkrig i 1642 blev borgen brugt af royalisterne, der støttede Charles 1., og de holdt den til 1646, hvor de overgav sig til parlamentarikernes hær. På trods af at borgen var en del af et lokalt royalist-oprør i 1648, undgik den at blive ødelagt. Den blev holdt af rundhovederne, men begyndte at forfalde omkring 1660, og blev senere en del af et landsted i 1800-tallet. I 2000-tallet bliver ruinen drevet af Cadw som en turistattraktion.
Historikeren Arnold Taylor beskrev Beaumaris Castle som Storbritanniens "mest perfekte eksempel på symmetrisk koncentrisk planlægning". Fæstningen er bygget af lokale sten med en voldgrav omkring den ydre borggård og tolv tårne, samt to porttårne. Den indre borggård ligger højere og har to store D-formede portbygninger og seks store tårn. Indergården blev designet til ta indeholde en række servicebygninger og beboelse beregnet til to store hushold. Den sydlige port kunne nås med skib, hvilket gjorde det muligt at få frisk forsyninger bragt direkte til borgen fra havet, hvilket var praktisk i forbindelse med belejringer. UNESCO betragter Harlech som værende "det fineste eksempel på sen 1200-tals og tidlig 1300-tals militærarkitektur i Europa", og det er klassificeret som et Verdensarvssted sammen med Edvard 1.'s andre borge og bymure i Gwynedd.